# Ginette Delaive-Lenoir
Ginette Delaive-Lenoir, née Ginette Lenoir, le 5 mars 1933, à Auvillers-les-Forges et morte le 5 novembre 2024 à Charleville-Mézières,, est une mère cuisinière ardennaise.

## Biographie
Elle est la fille d’André Lenoir, originaire d’Auvillers-les-Forges, et de Léone Proveux, née à Aiglemont. Ses parents ont aménagé la maison familiale des Lenoir en un bistrot-tabac, à l’enseigne du Café de la Paix, qui fait également commerce de graines, et, en arrière-salle, restaurant. Ils officient également à la cuisine sur des foires, repas de battage ou de fenaison, baptêmes, communions, mariages, enterrements, etc. Ginette Lenoir est l’aînée des trois enfants.
En mai 1940, la famille Lenoir quitte le village dans la traction utilisée d’habitude pour l’activité, et conduite par la mère (le père est prisonnier) et se réfugie, conformément aux consignes préfectorales, en Vendée. Cinq mois plus tard, c’est le retour en Ardennes, bien que ce territoire soit théoriquement interdit.
Dès lors, après la Seconde Guerre mondiale, l'activité familiale reprend autour des repas de fêtes. Ginette Lenoir accompagne sa mère dans la préparation de ces repas et se voit transmettre le savoir cuisiner, les principes et les recettes. La grand-mère paternelle, installée à Foulzy, et la grand-mère maternelle, à Aiglemont, participent également à cette transmission. Elle interrompt ses études, en 1949, à 16 ans, à la différence de son frère cadet, Jean, qui est encouragé par ses parents à prolonger à l’école hôtelière de Namur. Ginette Lenoir est bien tentée de mener des études artistiques à Paris ou Bruxelles, mais, n’ayant pas l’accord et le soutien de ses parents sur ce projet, consent à travailler dans l’entreprise familiale. « Heureusement, elle aimait ça et elle avait le don. »
En 1953, son frère Jean revient de l’école hôtelière de Namur et reprend le café-restaurant de ses parents pour en faire un restaurant gastronomique, l’Hostellerie Lenoir. L’endroit fait également hôtel pour les hôtes de passage. Ginette Lenoir s’est associée à l’aventure et travaille en cuisine avec son frère, jouant avec lui, selon l’expression du métier, du « piano à quatre mains ». La présence conjointe du frère et de la sœur renforce le caractère familial de l’établissement.
Le 12 juin 1956, Ginette Lenoir épouse Claude Delaive, le sommelier, recruté depuis peu. En 1957, l’Hostellerie Lenoir obtient sa première étoile au Guide Michelin, ce qui lui permet d’acquérir une notoriété au-delà du département, y compris en Belgique, Luxembourg, Allemagne ou Angleterre. Les habitants du village s’habituent à voir des voitures aux alentours du restaurant.
Pendant quarante ans, Ginette Delaive-Lenoir exerce en ce lieu, avec son frère. En 1976, le restaurant se voit décerner une deuxième étoile au fameux Guide Michelin. Il devient un lieu connu des gastronomes de France s’aventurant dans les Ardennes. De même, les douaniers des postes frontières environnants prennent l’habitude des questions qu'on leur pose sur le meilleur chemin pour gagner le modeste village d'Auvillers-les-Forges.
Givette Delaive-Lenoir adhère au milieu des années 1970 à l'Association des restauratrices-cuisinières (ARC), créée pour promouvoir une cuisine de femmes et une cuisine de la simplicité,. Elle participe ainsi, en septembre et octobre 1982, à une quinzaine en l'honneur des Dames d'ARC et de leur cuisine, à l’Intercontinental de Francfort. En 1985, elle devient vice-présidente de l'ARC. En 1987, elle représente la cuisine française au grand hôtel Hilton d'Addis-Abeba, pour une nouvelle quinzaine gourmande.
En décembre 1989, Ginette Delaive-Lenoir est de nouveau une ambassadrice de la cuisine française, avec une sélection de chefs français amenés à participer, à travers les Caraïbes, à une croisière exceptionnelle du paquebot Norway, rebaptisé France pour la circonstance. Elle y côtoie durant dix jours des personnalités du monde des arts, mais aussi de la cuisine française : Paul Bocuse, Joël Robuchon, Guy Legay, Guy Savoy, Gaston Lenôtre, Léa Linster… Trente-trois cuisiniers bien connus, comptant à eux tous cinquante-trois étoiles au Michelin, et soixante-quinze au Bottin Gourmand, sont associés à l’opération de prestige,. Une deuxième croisière, très similaire, a lieu en novembre et décembre 1990.
Ginette Delaive-Lenoir quitte l’Hostellerie Lenoir en 1990. L'établissement est fermé par son frère en 1993.

### Articles de journaux
- Robert J. Courtine, « Fameux repas », Le Monde,‎ 2 octobre 1982 (lire en ligne).
- Rédaction LM, « Miettes », Le Monde,‎ 21 novembre 1987 (lire en ligne).
- Rédaction LM, « Une grande dame au piano », Le Monde,‎ 9 juillet 1988 (lire en ligne).
- Rédaction LM, « La croisière du bien-vivre », Le Monde,‎ 13 mai 1989 (lire en ligne).

Contexte.
- Robert J. Courtine, « Voilà la cuisine des femmes, longtemps après les proclamations de Curnonsky », Le Monde,‎ 5 mai 1985 (lire en ligne).
- Michel Castaing, « Ça va pas la toque ! », Le Monde,‎ 15 novembre 1986 (lire en ligne).

### Webographie
- « Médailles du tourisme 1992 », sur le site gouv.fr.